# Disporum acuminatum
Disporum acuminatum là một loài thực vật có hoa trong họ Măng tây. Loài này được C.H.Wright mô tả khoa học đầu tiên năm 1929.